# Patrick Holland (Politiker)
Patrick J. Holland (* um 1934; † 27. August 1986) war ein maltesischer Politiker der Partit Laburista (PL), der Mitglied des Repräsentantenhauses sowie Minister war.

## Leben
Patrick J. Holland begann nach dem Schulbesuch 1951 ein Studium der Rechtswissenschaften an der Royal University of Malta, an der Edward Fenech Adami zu seinen Kommilitonen gehörte. Er schloss sich der Arbeiterpartei PL (Partit Laburista) an und war acht Jahre lang Präsident von deren Jugendorganisation LYL (Labour Youth League). 1958 schloss er sein Studium mit einem Doktor der Rechte (LL.D.) ab und war zeitweise Schatzmeister sowie zwei Jahre lang Generalsekretär der PL. Bei der Parlamentswahl am 17. Februar 1962 wurde Moran für die PL im Wahlkreis 7 erstmals zum Mitglied des Repräsentantenhauses (Kamra Tad-Deputati) gewählt und bei der Wahl am 31. März 1966 sowie bei der Wahl am 17. Juni 1971 in diesem Wahlkreis jeweils wiedergewählt. Er war zudem zwischen dem 24. April 1967 und dem 10. Mai 1971 als Vertreter Maltas stellvertretendes Mitglied der Parlamentarischen Versammlung des Europarates.
Nach dem Wahlsieg der Arbeiterpartei bei dieser Wahl wurde Holland am 21. Juni 1971 in das Kabinett Mintoff II berufen und übernahm dort den Posten als Juniorminister beim Premierminister Dom Mintoff sowie am 28. August 1971 als Parlamentarischer Sekretär im Ministerium für öffentliche Gebäude und Arbeiten (Parliamentary Secretary in the Ministry for Public Building and Works). Im Zuge einer Kabinettsumbildung übernahm er am 30. September 1974 den Posten als Minister für Wohnungswesen und Ländereien (Minister of Housing and Lands) und hatte diesen bis zum 25. September 1976 inne. Bei seiner Wiederwahl bei der Wahl am 24. September 1976 wurde er nunmehr im Wahlkreis 9 gewählt und am 25. September 1976 im Kabinett Mintoff III zuerst Handelsminister (Minister of Trade). Nach einer Kabinettsumbildung übernahm er am 17. Oktober 1978 die Ämter als Minister für Handel, Industrie, halbstaatliche Industrie und Volksindustrie (Minister of Trade, Industry, Parastatal and People's Industries) und bekleidete dieses Amt bis zum 20. Dezember 1981.
Patrick Holland wurde auch bei der Wahl am 18. Dezember 1981 für die Arbeiterpartei wieder Mitglied der Kamra Tad-Deputati, wobei er nunmehr im Wahlkreis 10 gewählt wurde. Nach der Wahl übernahm er vom 20. Dezember 1981 bis zu seinem Rücktritt aus gesundheitlichen Gründen im August 1983 im Kabinett Mintoff IV das Amt des Ministers für halbstaatliche Investitionen und Volksinvestitionen (Minister of Parastatal and People’s Investments). Sein Nachfolger wurde daraufhin bis zur Bildung des Kabinett Mintoff V am 3. September 1983 Joe Debono Grech. Nachdem er am 27. August 1986 verstorben war, rückte Joseph M. Baldacchino als Mitglied des Repräsentantenhauses nach.